# Hans Rupprich
Hans (Johannes) Rupprich (* 28. Oktober 1898 in Altruppersdorf, Österreich-Ungarn; † 3. Januar 1972 in Wien) war ein österreichischer Literaturhistoriker mit den Forschungsschwerpunkten Renaissance und Humanismus. Bekannt wurde der Wiener Universitätsprofessor der Germanistik als Autor von zwei Standardwerken zur deutschsprachigen Literatur von 1370 bis 1570.

## Leben
Hans Rupprich wurde 1924 mit einer Dissertation zu Clemens Brentano bei Walther Brecht, einem Vertreter der „Neuen Geistesgeschichte“, in Wien promoviert.
In den 1930er Jahren arbeitete er als Privatdozent für Neugermanistik an der Universität Wien. Wie die meisten seiner Wiener Fachkollegen begrüßte er den „Anschluss Österreichs“ im März 1938 als Ziel ihrer politischen Wünsche und schloss sich den Nationalsozialisten an. Rupprich übernahm im gleichen Jahr die Vorlesungen des aus politischen Gründen vom Universitätsbetrieb ausgeschlossenen Germanisten Eduard Castle und wurde 1939 Fakultätsvertreter des NS‐Dozentenbundes. In seiner Rolle als politischer Funktionär wird er als angepasst und „wenig ambitioniert“ beschrieben. Am 10. April 1940 beantragte er die Aufnahme in die NSDAP und wurde zum 1. Juli desselben Jahres aufgenommen (Mitgliedsnummer 9.018.918).
Eine ins Auge gefasste Kandidatur Rupprichs für die Nachfolge auf die Lehrkanzel des pensionierten Grazer Germanisten und Universitätsrektors Karl Polheim wurde 1946 trotz fachlicher Eignung unter Verweis auf seine ehemalige NSDAP-Mitgliedschaft und in Konkurrenz zu dem Grazer Eigengewächs Hugo Kleinmayr (dessen eigene NS-Belastung damals noch unbeachtet blieb) schnell verworfen. Von 1951 bis 1972 hatte Hans Rupprich die Professur für Neuere Deutsche Literatur an der Universität Wien inne. Hedwig Heger, die die Becksche Literaturgeschichte 1370–1520 (Ausgabe 1994 siehe unten) neu bearbeitet hat, schrieb im September 1972 in der Beckschen Literaturgeschichte 1520–1570 (Ausgabe 1973 siehe unten): „Am 3. Januar 1972 riß ihn [Hans Rupprich] ein Kollaps mitten aus der vollen akademischen Lehrtätigkeit an der Universität Wien, mitten aus seiner geliebten wissenschaftlichen Arbeit.“ Hans Rupprich liegt auf dem Neustifter Friedhof in Wien begraben.

## Werke (Auswahl)
Hauptwerk
- Hans Rupprich, Hedwig Heger: Die deutsche Literatur vom späten Mittelalter bis zum Barock. Erster Teil. Das ausgehende Mittelalter, Humanismus und Renaissance 1370–1520. 2. Auflage. C. H. Beck, München 1994, ISBN 3-406-37898-6 (Erstausgabe:  1970).
- Hans Rupprich, Hedwig Heger: Die deutsche Literatur vom späten Mittelalter bis zum Barock. Zweiter Teil. Das Zeitalter der Reformation 1520–1570. C. H. Beck, München 1973, ISBN 3-406-00717-1.

andere Werke
- Dürer und Pirckheimer – Geschichte einer Freundschaft, in: Albrecht Dürers Umwelt, Zeitschrift Nürnberger Forschungen, 1971, Heft 15, S. 78–109.
- Willibald Pirckheimer und die erste Reise Dürers nach Italien. Mit 14 Tafeln. Verlag von Anton Schroll, Wien 1930, 137 Seiten.
- Der Eccius dedolatus und sein Verfasser. Österreichischer Bundesverlag für Unterricht, Wissenschaft und Kunst. Wien / Leipzig 1931.
- Das Wiener Schrifttum des ausgehenden Mittelalters. Rohrer, Wien 1954, 190 Seiten.

Herausgeber
- Pico de Mirandola. De hominis dignitate (Über die Würde des Menschen). München 1931.
- Die Frühzeit des Humanismus und der Renaissance in Deutschland. Leipzig 1938.
- Dürer. Schriftlicher Nachlaß. 3 Bände. Berlin 1956/1966/1969.